# The Shard

Aussichtsplattform (Januar 2016)

The Shard, auch Shard London Bridge (vormals London Bridge Tower, auch Shard of Glass; von englisch shard ‚Scherbe‘, ‚Splitter‘), ist ein Wolkenkratzer in Londons Stadtteil Southwark, der mit 310 Metern von Juli bis Oktober 2012 der höchste Wolkenkratzer Europas und bis zum 31. Januar 2020 der höchste Wolkenkratzer der EU war. Der Architekt ist Renzo Piano. Aufgrund des Brexits wurde 2020 der Commerzbank Tower der höchste Wolkenkratzer der EU, 2022 dann der Varso Tower.
Der Baubeginn erfolgte im März 2009, die Einweihung war im Februar 2013. Die endgültige Bauhöhe von 309,6 Metern wurde im März 2012 durch Aufsetzen einer stählernen Spitze als letztes Bauelement erreicht. Bauherr war der frühere Modehersteller und heutige Immobilieninvestor Irvine Sellar, an dessen Immobilienfirma Shard Funding Limited der Golfstaat Katar einen Mehrheitsanteil von 95 % erwarb. Da das Staatsvermögen von Katar gleichbedeutend mit dem Privatbesitz der herrschenden Familie Al Thani ist, gehört es zum Londoner Immobilienportfolio Familie Al Thani.
Das Gebäude beherbergt Büroflächen, ein Luxushotel, Restaurants und Geschäfte sowie eine Aussichtsplattform in 230 Meter Höhe.

## Vorgeschichte
Bereits Anfang der 1990er-Jahre gab es Pläne für ein neues Hochhaus im Londoner Stadtteil Southwark am Südufer der Themse. Der ursprüngliche Entwurf sah einen über 400 Meter hohen Wolkenkratzer in Zylinderform vor, der das dritthöchste Hochhaus der Welt werden sollte. Der Entwurf stieß jedoch in Öffentlichkeit und bei den zuständigen Behörden auf wenig Begeisterung. Schließlich wurde der Architekt Renzo Piano mit einem neuen Entwurf beauftragt. Dieser sah nun ein 309,6 Meter hohes, pyramidenförmiges Gebäude vor. Im Verlauf der Planungen gab es Proteste von Kritikern, die meinten, dass ein derartiges Gebäude dem Stadtbild schaden würde.
Ende 2003 erteilten die Behörden die Baugenehmigung. Im Sommer 2004 wurde mit dem Abriss der ersten auf dem Gelände befindlichen Gebäude begonnen. Überraschend gab es jedoch wenige Monate später Probleme beim Kauf weiterer benötigter Bauflächen, da sich ein Eigentümer weigerte zu verkaufen. Im Juli 2005 wurde schließlich eine Einigung erzielt, so dass die restlichen Gebäude im Laufe des Jahres 2006 abgerissen werden konnten. Aufgrund dieser Verzögerung musste der Termin für den Baubeginn von Mai 2005 auf Anfang 2007 verschoben werden. Weitere Verzögerungen ergaben sich durch das Abspringen sämtlicher Investoren aufgrund der weltweiten Finanzkrise ab 2007 und verschoben den Baubeginn auf März 2009 und die Fertigstellung auf Mai 2012. Die äußere Struktur wurde Anfang April 2012 vollendet.
Die Einweihung erfolgte am 5. Juli 2012 durch Scheich Hamad ibn Dschasim ibn Dschabir Al Thani, Premierminister und Außenminister von Katar, und den Herzog von York, Prinz Andrew Albert Edward. Das Einweihungsdatum war besonders wichtig, da es mit dem Diamantenen Kronjubiläum der englischen Königin zusammenfallen sollte und nur wenige Wochen vor den Olympischen Spielen 2012 lag, die in dem Sommer in London stattfanden. Die Aussichtsterrasse ist seit dem 1. Februar 2013 ebenfalls öffentlich zugänglich, das Hotel wurde 2014 eröffnet.

## Konstruktion
The Shard hat 72 nutzbare Stockwerke und ist insgesamt 309,6 Meter hoch. Er war damit das zwischenzeitlich höchste Hochhaus des europäischen Kontinents, ehe Anfang November 2012 in Moskau der Mercury City Tower (338 Meter) eingeweiht wurde. The Shard hatte bei seiner Fertigstellung den Moskauer Capital City Tower um etwa 10 Meter und den Commerzbank Tower in Frankfurt am Main um mehr als 50 Meter überragt.
Das mit 11.000 Scheiben komplett verglaste Gebäude ist pyramidenförmig aufgebaut und läuft zur Spitze hin schmal zu. Die Fläche der Glasfassade beträgt 56.000 m². Das Gebäude ist zur folgenden Nutzung vorgesehen:
|        | \| Etagen \| Einrichtungen \| Höhe \| Fläche \| \| ------ \| ----------------------------------------------- \| --------- \| --------- \| \| 73–87 \| Technik (Klimaanlage etc.) \| 232–310 m \| — \| \| 68–72 \| Aussichtsplattform \| 221–232 m \| 1.500 m² \| \| 53–65 \| 10 Luxuswohnungen \| 179–221 m \| 5.800 m² \| \| 34–52 \| Shangri-La Hotel (5-Sterne, 200 Zimmer und Spa) \| 126–179 m \| 18.000 m² \| \| 31–33 \| Restaurants und Ausstellungen \| 109–126 m \| 2.700 m² \| \| 4–28 \| Büroräume und Wintergärten \| 014–109 m \| 55.000 m² \| \| 0–20 \| Shard Plaza und Einzelhandelsbereich \| 000–14 m0 \| 7.430 m² \| |           |           |
| Etagen | Einrichtungen | Höhe      | Fläche    |
| 73–87  | Technik (Klimaanlage etc.) | 232–310 m | —         |
| 68–72  | Aussichtsplattform | 221–232 m | 1.500 m²  |
| 53–65  | 10 Luxuswohnungen | 179–221 m | 5.800 m²  |
| 34–52  | Shangri-La Hotel (5-Sterne, 200 Zimmer und Spa) | 126–179 m | 18.000 m² |
| 31–33  | Restaurants und Ausstellungen | 109–126 m | 2.700 m²  |
| 4–28   | Büroräume und Wintergärten | 014–109 m | 55.000 m² |
| 0–20   | Shard Plaza und Einzelhandelsbereich | 000–14 m0 | 7.430 m²  |

Der mit Pflanzen ausgestattete Shard Plaza im Erdgeschoss bietet Sitzmöglichkeiten. Darüber befindet sich ein 460 m² großer Bereich mit Geschäften und direktem Zugang zur Wartehalle des Bahnhofs London Bridge, einem der Londoner Hauptbahnhöfe.
In dem Wolkenkratzer sind die unteren 28 Stockwerke für Büros gedacht, es verfügt über 55.000 Quadratmeter Bürofläche. Darüber befinden sich drei Stockwerke mit öffentlich zugänglichen Luxusrestaurants, darüber ein Fünf-Sterne-Hotel der Shangri-La-Kette mit 200 Zimmern. Es folgen 13 Stockwerke mit zehn Luxuswohnungen mit Rundumblick (die umgerechnet jeweils 63 Millionen Euro kosten) und ganz oben schließlich die Aussichtsplattform. Im Frühling 2013 eröffnet das Hotel und das gesamte Gebäude soll bis Ende 2014 komplett bezogen sein.
Oberhalb des 72. Stockwerks in 244 Metern Höhe befindet sich der Spire (englisch für Turmspitze) mit technischen Einrichtungen, wie der Klimaanlage, die der Öffentlichkeit nicht zugänglich sind. 6 der 15 Stockwerke der Spitze sind potentiell nutzbar. Der Spire wurde aus 800 einzelnen Stahlteilen konstruiert, wiegt etwa 500 Tonnen, ist 66 Meter hoch und wurde vom größten Kran Großbritanniens aufgesetzt.
Im gesamten Hochhaus gibt es 44 Aufzüge und 306 Treppen.

## Kritik

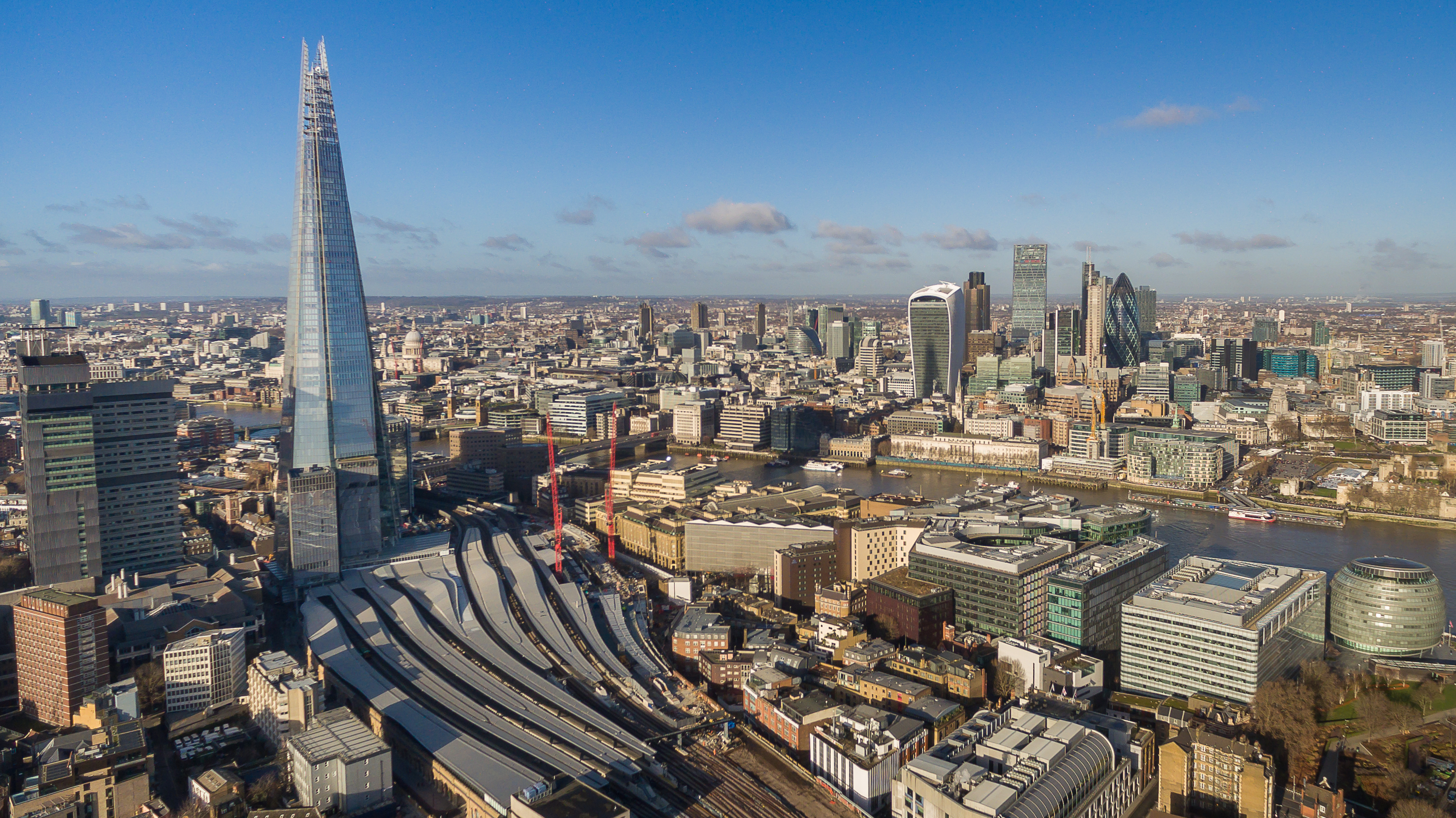
Luftbild von „The Shard“

Renzo Pianos Entwurf trat mit der Ambition an, das neue prägende Wahrzeichen der Londoner Skyline zu werden. Das wie eine in die Länge gezogene Pyramide aus Glas wirkende Konstrukt bei der London Bridge zog viel Kritik auf sich. Die Cluster von Wolkenkratzern in den Docklands und der City of London, dem global wichtigsten Finanzplatz, an dem Norman Fosters Gherkin steht, befinden sich abseits des Stadtpanoramas. Wenn man aber von Parliament Hill im Nordwesten aus auf London hinabblickt, dann stellt der Wolkenkratzer die St.-Paul’s-Kathedrale bildlich und tatsächlich in den Schatten und lässt sie zwergenhaft erscheinen.
Das Bauwerk hat zur Bildung des Begriffs „Oligarchitektur“ geführt. Im Guardian wurde eine „Shardenfreude“ beklagt, da die Splitterform des Wolkenkratzers zu vielen weiteren und fragwürdigen Nachahmungen in der Hauptstadt geführt hätte.
The Shard ist der bisherige Höhepunkt und das Paradebeispiel einer Entwicklung der Londoner Stadtarchitektur, die nach Auffassung von Architekten außer Kontrolle geraten sei. In einem offenen Brief im April 2014 wandten sich 80 Architekten, Stadtplaner, Künstler und Ingenieure gegen diese Entwicklung. 236 neue Hochhäuser mit mehr als 20 Stockwerken sind geplant oder befinden sich bereits im Bau. Diese Bauten bedrohten den einzigartigen Charakter und die Identität Londons. Es fehle eine Skyline-Kommission, die die Gesamtheit der Hochhaus-Entwicklung überblicke und reguliere. In Reaktion darauf etablierte der Architekturkritiker Rowan Moore im Observer und im Guardian eine bis August 2016 geführte Debatte namens The London skyline debate.

## Siehe auch

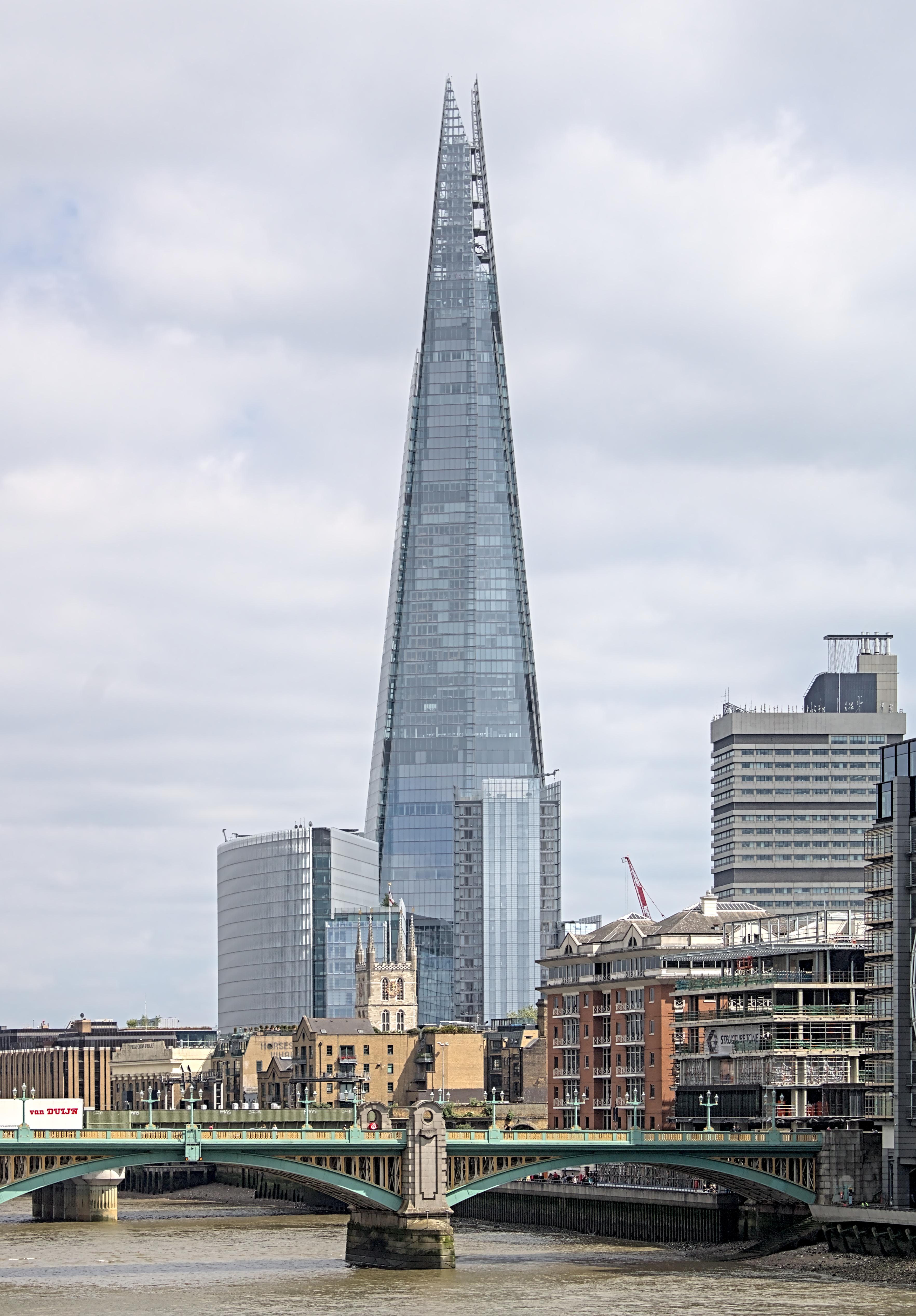
The Shard (2014) war das höchste Gebäude der EU.

## Filme
- Geniale Technik. The Shard. (OT: The Glass Skyscraper, Alternativtitel: The Shard.) Dokumentarfilm, Großbritannien, 2016, 43:40 Min., Buch und Regie: N.N., Produktion: Science Channel U.S., Reihe: Geniale Technik, (OT: Impossible Engineering), Erstausstrahlung: 4. Mai 2016 bei Science Channel, deutsche Erstsendung: 29. August 2016 bei n-tv, Inhaltsangabe von fernsehserien.de, online-Video (englisch).
- Faszination Wolkenkratzer: The Shard in London. Dokumentarfilm, Deutschland, 2015, 25:50 Min., Buch und Regie: Sabine Pollmeier und Joachim Haupt, Produktion: Parnass Film, Radio Bremen, arte, Reihe: Faszination Wolkenkratzer, Erstsendung: 6. November 2016 bei arte, Inhaltsangabe von ARD, Online-Video.
- The Tallest Tower: Building the Shard. (Alternativtitel: The Shard – Londons Superwolkenkratzer.) Dokumentarfilm, Großbritannien, 2012, 47:20 Min., Kamera: Richard Blanchard, Produktion: Prospect Pictures Ltd., Channel 4, Discovery Networks Europe, Inhaltsangabe von Discovery Channel und Online-Video.